# Caccobius discrepans
Caccobius discrepans là một loài bọ cánh cứng trong họ Bọ hung (Scarabaeidae).